# Acanthermia nigripalpis
Acanthermia nigripalpis là một loài bướm đêm trong họ Noctuidae.